# 温泉入浴指導員
温泉入浴指導員（おんせんにゅうよくしどういん）は、一般財団法人日本健康開発財団が実施する講習の受講により資格を取得した者。温泉入浴者に対する、温泉を利用した健康増進プログラムの指導や、温泉施設の安全管理などを行う。

## 温泉入浴指導員の役割
- 温泉入浴者に対し、温泉の一般的な正しい使い方や、健康的な生活のための指導の実施。
- 温泉施設の安全管理や、事故発生時の救命処置の実施。
- 温泉施設従業員に対し、安全管理・救急処置などの定期的な研修の実施。

## 制度概要
2003年に厚生労働省により制定された資格であり、取得には一般財団法人日本健康開発財団が実施する2日間の養成講習会を受講する必要がある。受講資格は定められていない。講習内容は健康学（健康増進医学の基礎）、温熱生理学（温泉環境と健康）、温泉医学（温泉医学総論・各論、リハビリテーション）、入浴プログラム指導実習、救命講習の5科目で、救命講習では救急法と心肺蘇生法の実習を行う。
厚生労働大臣認定の温泉利用プログラム型健康増進施設では、温泉入浴指導員の配置が義務付けられている。